# William Mahony
William Mahony (New Westminster, 16 settembre 1949) è un ex nuotatore canadese.
Specializzato nella rana morta, ha vinto la medaglia di bronzo nella staffetta 4 × 100 m misti alle Olimpiadi di Monaco 1972.

## Palmarès
- Olimpiadi

Monaco 1972: bronzo nella staffetta 4 × 100 m misti.